# Tolypanthus lagenifer
Tolypanthus lagenifer, ou tolypanthus indiano, é um arbusto parasita, nativo do sudoeste da Índia em Matheran, Maharashtra . É hospedado na árvore Xantolis tomentosa e produz flores entre julho e setembro.